# 福与城
福与城（ふくよじょう）は、長野県上伊那郡箕輪町にあった日本の城。県指定史跡。別名、箕輪城。同町には別に箕輪城が存在するが、史料上の「箕輪城」は本項の城跡ではないかとする意見がある。また同県下伊那郡松川町にも別の福与城（松川町指定史跡）が存在する。

## 概要
創建年代は不明。戦国時代は藤沢頼親の居城であった。武田信玄により攻略され天文14年（1545年）に落城した。天正10年（1582年）織田信長の甲州征伐で武田氏が滅亡すると、頼親はこの城を奪還したが、高遠城を奪還した保科正直に攻められ落城した。
1969年（昭和44年）7月3日に長野県の史跡に指定された。